# Microbianor deltshevi
Microbianor deltshevi is een spinnensoort in de taxonomische indeling van de springspinnen (Salticidae).
Het dier behoort tot het geslacht Microbianor. De wetenschappelijke naam van de soort werd voor het eerst geldig gepubliceerd in 2009 door Dmitri Viktorovich Logunov.